# Pavetta
Pavetta là một chi thực vật có hoa trong họ Thiến thảo (Rubiaceae).

## Hình ảnh

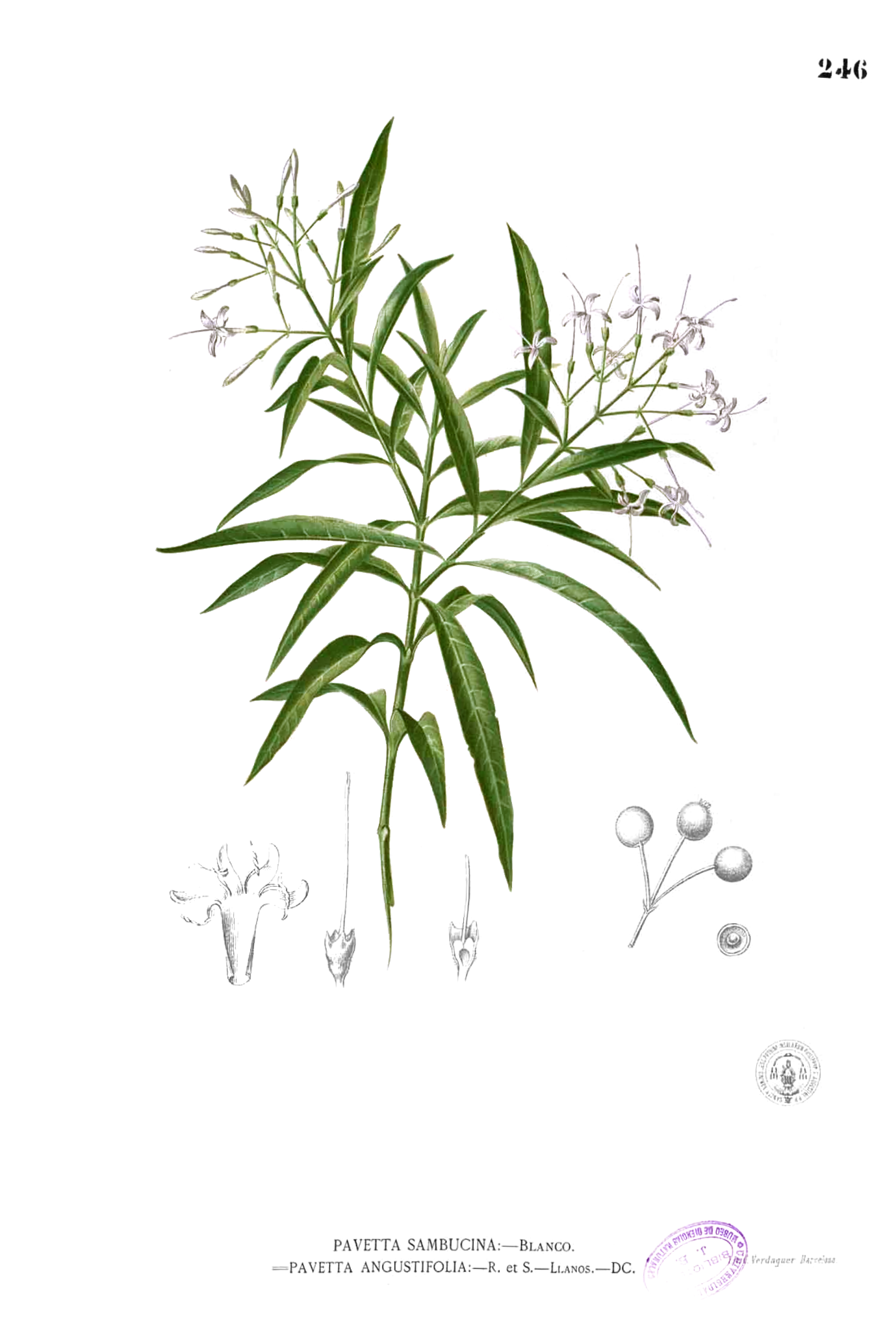
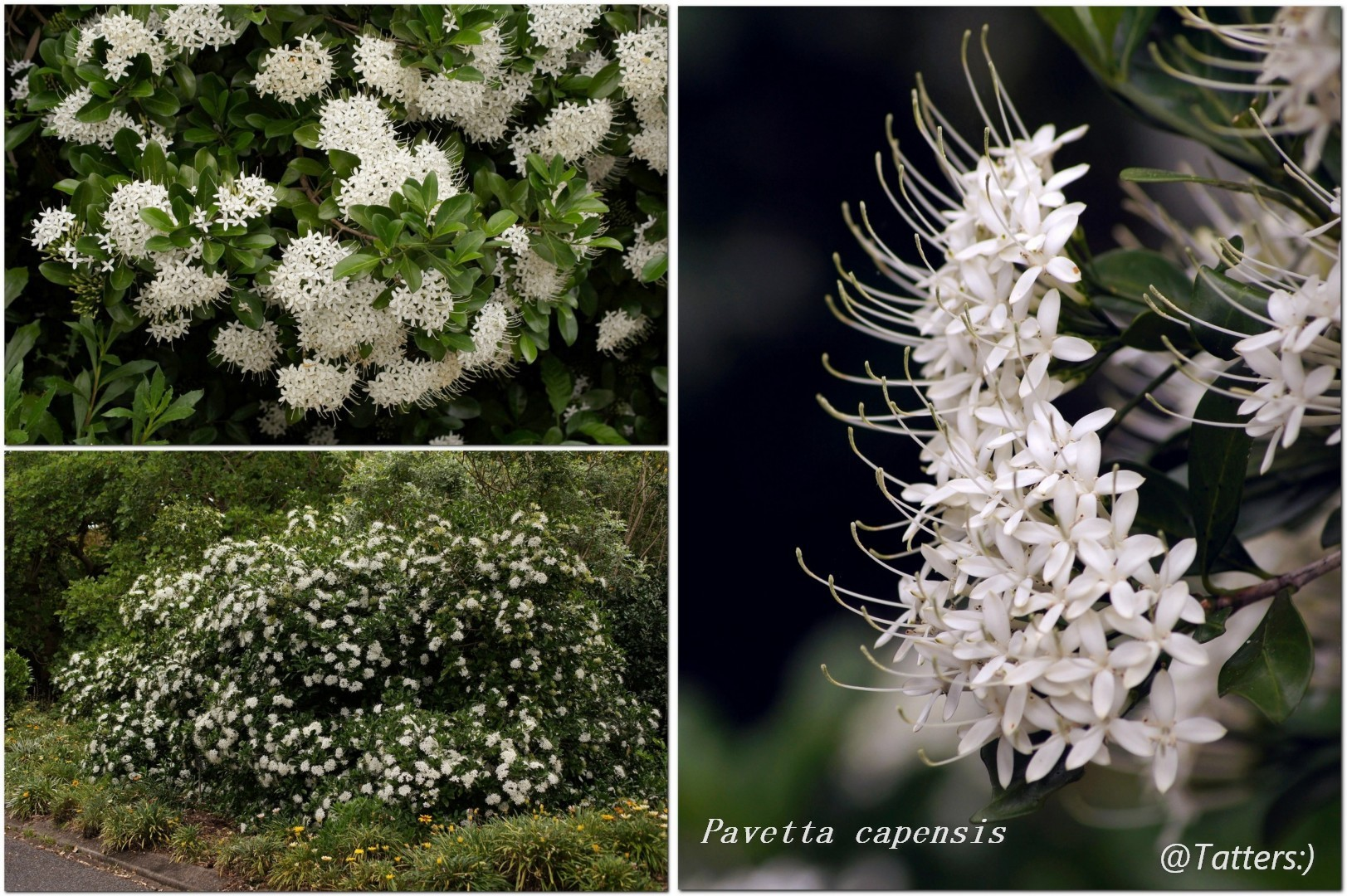
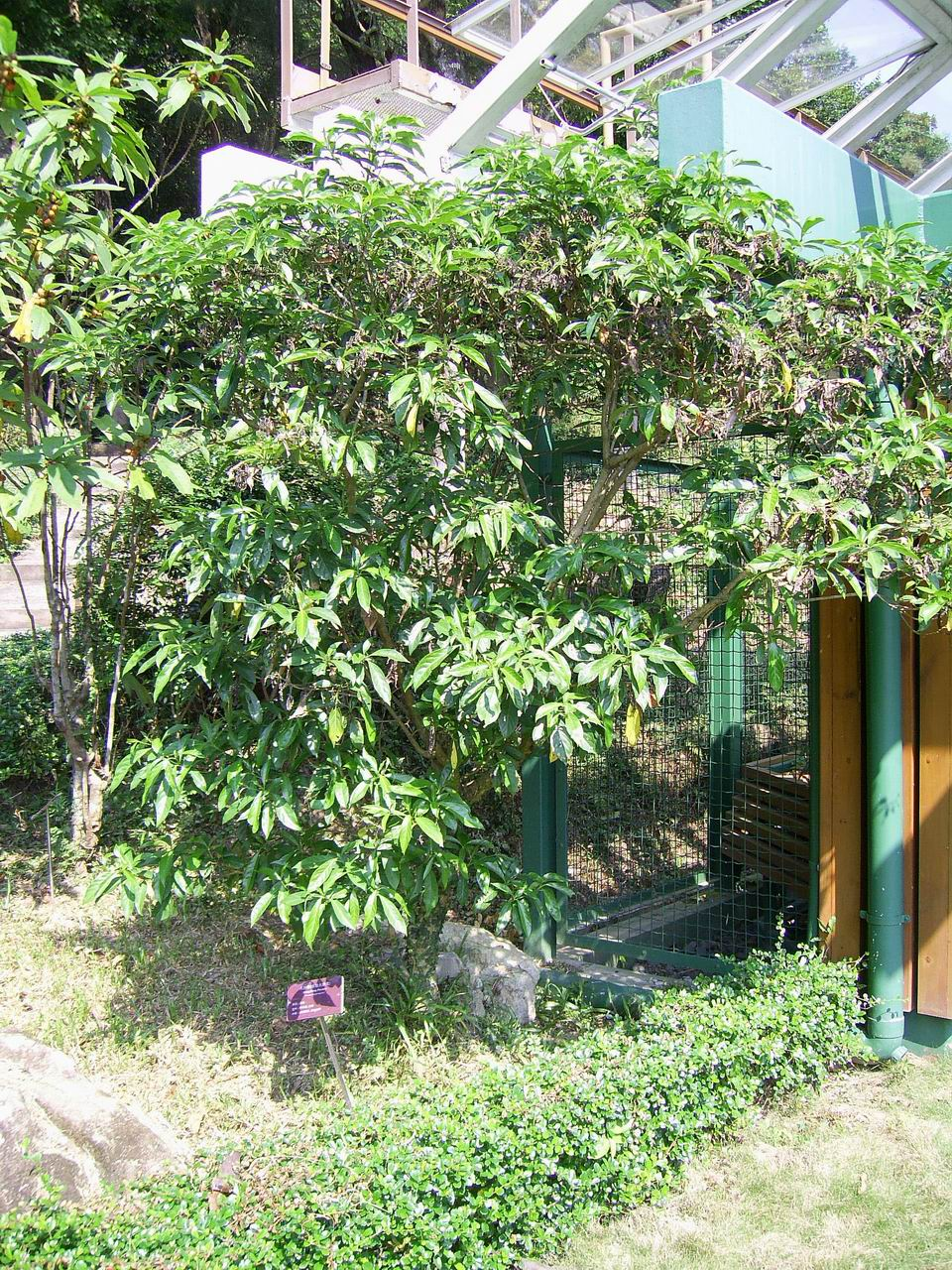
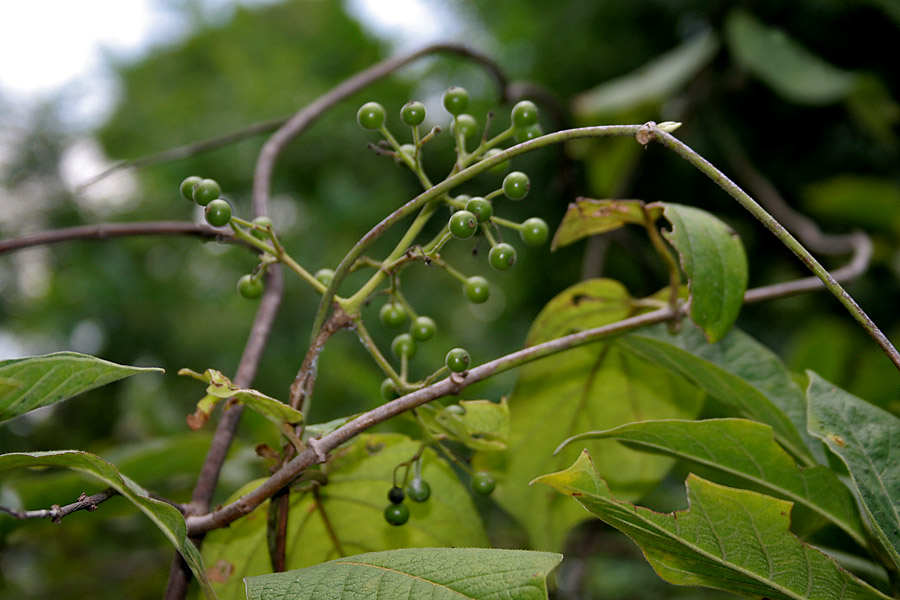

## Loài
Chi Pavetta gồm các loài:
- Pavetta abyssinica
- Pavetta acutifolia
- Pavetta aethiopica
- Pavetta agrostiphylla
- Pavetta akeassii
- Pavetta amaniensis
- Pavetta amplexicaulis
- Pavetta andongensis
- Pavetta angolensis
- Pavetta angustifolia
- Pavetta ankolensis
- Pavetta annobonensis
- Pavetta antennifera
- Pavetta arabica
- Pavetta arenicola
- Pavetta arenosa
- Pavetta aspera
- Pavetta atra
- Pavetta australiensis
- Pavetta axillaris
- Pavetta axillipara
- Pavetta backeri
- Pavetta baconiella
- Pavetta bagshawei
- Pavetta balinensis
- Pavetta bangweensis
- Pavetta barbata
- Pavetta barbertonensis
- Pavetta barnesii
- Pavetta basilanensis
- Pavetta batanensis
- Pavetta batesiana
- Pavetta bauchei
- Pavetta bequaertii
- Pavetta bidentata
- Pavetta bidgoodiae
- Pavetta bilineata
- Pavetta birmahica
- Pavetta blanda
- Pavetta bowkeri
- Pavetta brachyantha
- Pavetta brachycalyx
- Pavetta brachysiphon
- Pavetta breviflora
- Pavetta brevituba
- Pavetta brownii
- Pavetta bruceana
- Pavetta bruneelii
- Pavetta brunonis
- Pavetta buchneri
- Pavetta burttii
- Pavetta buruensis
- Pavetta calothyrsa
- Pavetta cambodiensis
- Pavetta camerounensis
- Pavetta candelabra
- Pavetta canescens
- Pavetta capensis
- Pavetta cataractarum
- Pavetta catophylla
- Pavetta caudata
- Pavetta celebica
- Pavetta cellulosa
- Pavetta chapmanii
- Pavetta chevalieri
- Pavetta cinerascens
- Pavetta cinereifolia
- Pavetta claessensii
- Pavetta coccinea
- Pavetta coelophlebia
- Pavetta comostyla
- Pavetta compactiflora
- Pavetta condorensis
- Pavetta conferta
- Pavetta constipulata
- Pavetta cooperi
- Pavetta coronifera
- Pavetta corymbosa
- Pavetta crassicaulis
- Pavetta crassipes
- Pavetta crebrifolia
- Pavetta crystalensis
- Pavetta cumingii
- Pavetta decumbens
- Pavetta deflersii
- Pavetta delicatifolia
- Pavetta dermatophylla
- Pavetta diversicalyx
- Pavetta diversipunctata
- Pavetta dolichantha
- Pavetta dolichosepala
- Pavetta dolichostyla
- Pavetta dubia
- Pavetta edentula
- Pavetta elliottii
- Pavetta elmeri
- Pavetta eritreensis
- Pavetta erlangeri
- Pavetta esculenta
- Pavetta eylesii
- Pavetta fascifolia
- Pavetta filistipulata
- Pavetta finlaysoniana
- Pavetta formosa
- Pavetta fruticosa
- Pavetta gabonica
- Pavetta galpinii
- Pavetta gardeniifolia
- Pavetta gardneri
- Pavetta genipifolia
- Pavetta geoffrayi
- Pavetta gerstneri
- Pavetta gleniei
- Pavetta globularis
- Pavetta glomerata
- Pavetta gorontalensis
- Pavetta gossweileri
- Pavetta graciliflora
- Pavetta gracilifolia
- Pavetta gracilipes
- Pavetta gracillima
- Pavetta granitica
- Pavetta greenwayi
- Pavetta grossissima
- Pavetta grumosa
- Pavetta gurueensis
- Pavetta haareri
- Pavetta harborii
- Pavetta herbacea
- Pavetta hierniana
- Pavetta hispida
- Pavetta hispidula
- Pavetta hohenackeri
- Pavetta holstii
- Pavetta hongkongensis
- Pavetta hookeriana
- Pavetta humilis
- Pavetta hygrophytica
- Pavetta hymenophylla
- Pavetta inandensis
- Pavetta incana
- Pavetta indica
- Pavetta indigotica
- Pavetta intermedia
- Pavetta involucrata
- Pavetta ixorifolia
- Pavetta jambosifolia
- Pavetta johnstonii
- Pavetta kasaica
- Pavetta kedahica
- Pavetta kimberleyana
- Pavetta klotzschiana
- Pavetta kotzei
- Pavetta kribiensis
- Pavetta kupensis
- Pavetta kyimbilensis
- Pavetta laevifolia
- Pavetta lampongensis
- Pavetta lanceolata
- Pavetta laoticensis
- Pavetta lasiobractea
- Pavetta lasiocalyx
- Pavetta lasioclada
- Pavetta lasiopeplus
- Pavetta laurentii
- Pavetta laxa
- Pavetta leonensis
- Pavetta lescrauwaetii
- Pavetta leytensis
- Pavetta lindina
- Pavetta linearifolia
- Pavetta loandensis
- Pavetta lomamiensis
- Pavetta longibrachiata
- Pavetta longiflora
- Pavetta longistyla
- Pavetta lulandoensis
- Pavetta lutambensis
- Pavetta luzonica
- Pavetta lynesii
- Pavetta macraei
- Pavetta macropoda
- Pavetta macrosepala
- Pavetta macrostemon
- Pavetta madrassica
- Pavetta makassarica
- Pavetta malchairii
- Pavetta manyanguensis
- Pavetta matumbiensis
- Pavetta mayumbensis
- Pavetta mazumbaiensis
- Pavetta melanochroa
- Pavetta membranacea
- Pavetta membranifolia
- Pavetta micheliana
- Pavetta micrantha
- Pavetta microphylla
- Pavetta micropunctata
- Pavetta microthamnus
- Pavetta mildbraedii
- Pavetta mindanaensis
- Pavetta minor
- Pavetta mirabilis
- Pavetta mocambicensis
- Pavetta mollis
- Pavetta mollissima
- Pavetta moluccana
- Pavetta molundensis
- Pavetta montana
- Pavetta monticola
- Pavetta mpomii
- Pavetta mshigeniana
- Pavetta muelleri
- Pavetta mufindiensis
- Pavetta muiriana
- Pavetta multiflora
- Pavetta murleensis
- Pavetta mzeleziensis
- Pavetta namatae
- Pavetta nana
- Pavetta napieri
- Pavetta natalensis
- Pavetta naucleiflora
- Pavetta nbumbulensis
- Pavetta nemoralis
- Pavetta nervosa
- Pavetta neurocarpa
- Pavetta nigricans
- Pavetta nitidissima
- Pavetta nitidula
- Pavetta novoguineensis
- Pavetta obanica
- Pavetta oblanceolata
- Pavetta oblongifolia
- Pavetta obovalis
- Pavetta oligantha
- Pavetta olivaceonigra
- Pavetta oliveriana
- Pavetta ombrophila
- Pavetta opulina
- Pavetta oresitropha
- Pavetta orthanthera
- Pavetta owariensis
- Pavetta palembangensis
- Pavetta pammalaka
- Pavetta parasitica
- Pavetta parvifolia
- Pavetta pauciflora
- Pavetta paupercula
- Pavetta peninsularis
- Pavetta petiolaris
- Pavetta phanerophlebia
- Pavetta pierlotii
- Pavetta pierrei
- Pavetta pitardii
- Pavetta platycalyx
- Pavetta platyclada
- Pavetta pleiantha
- Pavetta plumosa
- Pavetta pocsii
- Pavetta praeterita
- Pavetta pseudoalbicaulis
- Pavetta puberula
- Pavetta pumila
- Pavetta pusilliflora
- Pavetta pygmaea
- Pavetta radicans
- Pavetta redheadii
- Pavetta refractifolia
- Pavetta reinwardtii
- Pavetta renidens
- Pavetta revoluta
- Pavetta richardsiae
- Pavetta rigida
- Pavetta robusta
- Pavetta roseostellata
- Pavetta ruahaensis
- Pavetta rubentifolia
- Pavetta rupicola
- Pavetta ruttenii
- Pavetta ruwenzoriensis
- Pavetta rwandensis
- Pavetta salicina
- Pavetta sansibarica
- Pavetta sarasinorum
- Pavetta scabrifolia
- Pavetta schliebenii
- Pavetta schumanniana
- Pavetta schweinfurthii
- Pavetta sennii
- Pavetta sepium
- Pavetta seretii
- Pavetta siamica
- Pavetta siphonantha
- Pavetta sparsipila
- Pavetta spathulata
- Pavetta speciosa
- Pavetta sphaerobotrys
- Pavetta staudtii
- Pavetta stemonogyne
- Pavetta stenosepala
- Pavetta stipulopallium
- Pavetta subcana
- Pavetta subcapitata
- Pavetta subferruginea
- Pavetta subglabra
- Pavetta subulata
- Pavetta subumbellata
- Pavetta subvelutina
- Pavetta sumbawensis
- Pavetta swatowica
- Pavetta sylvatica
- Pavetta talbotii
- Pavetta tarennoides
- Pavetta teitana
- Pavetta tendagurensis
- Pavetta tenella
- Pavetta tenuiflora
- Pavetta tenuissima
- Pavetta termitaria
- Pavetta ternata
- Pavetta ternifolia
- Pavetta testui
- Pavetta tetramera
- Pavetta thorbeckii
- Pavetta thwaitesii
- Pavetta timorensis
- Pavetta tonkinensis
- Pavetta trachyphylla
- Pavetta transjubensis
- Pavetta translucens
- Pavetta travancorica
- Pavetta trichardtensis
- Pavetta triflora
- Pavetta troupinii
- Pavetta tschikonderi
- Pavetta umtalensis
- Pavetta uniflora
- Pavetta urophylla
- Pavetta urundensis
- Pavetta uwembae
- Pavetta vaga
- Pavetta valetonii
- Pavetta vanderijstii
- Pavetta vanwykiana
- Pavetta venenata
- Pavetta villosa
- Pavetta viridiloba
- Pavetta wallichiana
- Pavetta whiteana
- Pavetta wightii
- Pavetta wildemannii
- Pavetta williamsii
- Pavetta yambatensis
- Pavetta zeyheri
- Pavetta zeylanica
- Pavetta zimmermanniana